# Rio dos Papagaios
O rio dos Papagaios é um curso de água do estado do Paraná.
No trecho em que o rio cruza com a BR-277, esta localizado um dos patrimônios históricos do estado do Paraná: a Ponte dos Papagaios.